# Novo trabalhismo
O novo trabalhismo (em inglês: new labour) é uma doutrina ideológica do Partido Trabalhista Britânico, que orientou os rumos da agremiação de meados da década de 1990 até 2010, sob a liderança de Tony Blair e Gordon Brown. O nome data de um slogan de conferência usado pela primeira vez pelo partido em 1994, mais tarde visto em um rascunho de manifesto publicado em 1996 e intitulado Novo Trabalho, Nova Vida para a Grã-Bretanha. Foi tornada marca de um partido recentemente reformado que alterou a Cláusula IV e endossou a economia de mercado. A marca foi amplamente utilizada enquanto o partido esteve no governo entre 1997 e 2010. O Novo Trabalhismo foi influenciado pelo pensamento político de Anthony Crosland e pela liderança de Tony Blair e Brown, bem como pela campanha mediática de Peter Mandelson e Alastair Campbell. A filosofia política do Novo Trabalhismo foi influenciada pelo desenvolvimento do partido da Terceira Via de Anthony Giddens, que tentou fornecer uma síntese entre capitalismo e socialismo. O partido enfatizou a importância da justiça social, em vez da igualdade, enfatizando a necessidade de igualdade de oportunidades e acreditou na utilização dos mercados para proporcionar eficiência econômica e justiça social. 

Logo que foi usado pelo Partido Trabalhista Britânico durante o período do New Labour.

Essa marca foi desenvolvida para reconquistar a confiança do eleitorado e para retratar um afastamento das suas políticas socialistas tradicionais, que foram criticadas pela quebra das promessas eleitorais e pelas suas ligações entre os sindicatos e o Estado, e para informar a modernização do partido ao público. Os apelos à modernização tornaram-se proeminentes após a pesada derrota do Partido Trabalhista nas eleições gerais de 1983, com o novo líder trabalhista, Neil Kinnock, que veio do grupo de esquerda suave do grupo de deputados trabalhistas, pedindo uma revisão das políticas que levaram à derrota do partido e que melhorias na imagem pública do partido fossem feitas por Peter Mandelson, um ex-produtor de televisão. Seguindo a liderança de Neil Kinnock e John Smith, o partido liderado por Tony Blair tentou alargar o seu apelo eleitoral sob o lema do Novo Trabalhismo e, nas eleições gerais de 1997, obteve ganhos significativos na classe média; resultando em uma vitória esmagadora. Os Trabalhistas mantiveram este apoio mais amplo nas eleições gerais de 2001 e obtiveram uma terceira vitória consecutiva nas eleições gerais de 2005, pela primeira vez na história do Partido Trabalhista. No entanto, a sua maioria foi significativamente reduzida em relação aos quatro anos anteriores. 
Em 2007, Tony Blair renunciou à liderança do partido após treze anos e foi sucedido como primeiro-ministro pelo seu Chanceler do Tesouro, Gordon Brown. Os trabalhistas perderam as eleições gerais de 2010, que resultaram no primeiro parlamento suspenso em trinta e seis anos e levaram à criação de um governo de coligação Conservador - Liberal Democrata. Brown renunciou ao cargo de primeiro-ministro e líder do Partido Trabalhista logo depois. Ele foi sucedido como líder do partido por Ed Miliband, que abandonou a marca New Labour e moveu a postura política do Partido Trabalhista ainda mais para a esquerda sob a marca One Nation Labour. 

## Literatura
- Adams, Ian (1998). Ideology and Politics in Britain Today. Manchester University Press. ISBN 9780719050565.

- Paul Anderson and Nyta Mann (1997). Safety First: The Making of New Labour. Granta. ISBN 1862070709.
- Barlow, Keith; Mortimer, Jim (2008). The Labour Movement in Britain from Thatcher to Blair. Peter Lang. ISBN 9783631551370.
- Bérubé, Michael (2009). The Left at War. NYU Press. ISBN 9780814799840.
- Bevir, Mark (6 December 2012). New Labour: A Critique. Routledge. ISBN 9781134241750.
- Bochel, Hugh; Defty, Andrew (2007). Welfare Policy Under New Labour: Views from Inside Westminster. The Policy Press. ISBN 9781861347909.
- Coats, David; Lawler, Peter (2000). New Labour in Power. Manchester University Press. ISBN 9780719054624.
- Collette, Christine; Laybourn, Keith (2003). Modern Britain Since 1979: A Reader. I. B. Tauris. ISBN 9781860645976.
- Coulter, Steve (2014). New Labour Policy, Industrial Relations and the Trade Unions. Palgrave Macmillan. doi:10.1057/9781137495754. ISBN 978-1-349-50496-1.
- Curtice, John; Heath, Anthony; Jowell, Roger (2001). The Rise of New Labour: Party Policies and Voter Choices. Oxford University Press. ISBN 9780191529641.
- Daniels, Gary; McIlroy, John (2008). Trade Unions in a Neoliberal World: British Trade Unions Under New Labour. Taylor & Francis. ISBN 9780203887738.
- Diamond, Patrick. New Labour's Old Roots (Andrews UK Limited, 2015).
- Driver, Stephen; Martell, Luke (2006). New Labour. Polity. ISBN 9780745633312.
- Driver, Stephen (2011). Understanding British Party Politics. Polity. ISBN 9780745640778.
- Else, David (2009). England. Lonely Planet. ISBN 9781741045901.
- Elliot, Gregory; Florence, Faucher-King; Le Galès, Patrick (2010). The New Labour Experiment: Change and Reform Under Blair and Brown. Stanford University Press. ISBN 9780804762359.
- Fairclough, Norman (2000). New Labour, New Language?. Taylor & Francis. ISBN 9780415218276.
- Faucher-King, Florence, and Patrick Le Gales, eds. The New Labour experiment: change and reform under Blair and Brown (Stanford UP, 2010).
- Fielding, Steven (2004). "The 1974-9 Governments and 'New' Labour". In Seldon, Anthony; Hickson, Kevin (eds.). New Labour, Old Labour: The Wilson and Callaghan Governments 1974–1979. Routledge. ISBN 978-0-41531-281-3.
- Foley, Michael (2000). The British Presidency: Tony Blair and the Politics of Public Leadership. Manchester University Press. ISBN 9780719050169.
- Foley, Michael (2002). John Major, Tony Blair and a Conflict of Leadership: Collision Course. Manchester University Press. ISBN 9780719063176.
- Garnett, Philip; Lynch (2007). Exploring British Politics. Pearson Education. ISBN 9780582894310.
- Hale, Sarah; Leggett, Will; Martell, Luke (2004). The Third Way and Beyond: Criticisms, Futures and Alternatives. Manchester University Press. ISBN 9780719065996.
- Hickson, Kevin; Seldon, Anthony (2004). New Labour, Old Labour: The Wilson and Callaghan Governments, 1974–79. Psychology Press. ISBN 9780415312820.
- Kettel, Steven (2006). Dirty Politics?: New Labour, British Democracy and the Invasion of Iraq. Zed Books. ISBN 9781842777411.
- Kramp, Philipp (2010). The British Labour Party and the "Third Way": Analysing the Ideological Change and Its Reasons Under the Leadership of Tony Blair. GRIN Verlag. ISBN 9783640750337.
- Laybourne, Keith (2001). British Political Leaders: A Biographical Dictionary. ABC-CLIO. ISBN 9781576070437.
- Laybourne, Keith (2002). Fifty Key Figures in Twentieth-century British Politics. Routledge. ISBN 9780415226769.
- Lees-Marshment, Jennifer (2009). Political Marketing: Principles and Applications. Taylor & Francis. ISBN 9780415431286.
- Minkin, Lewis. The Blair Supremacy: A Study in the Politics of Labour's Party Management (Manchester University Press, 2014).
- Newman, Bruce; Verčič, Dejan (2002). Communication of Politics: Cross-Cultural Theory Building in the Practice of Public Relations and Political Marketing. Routledge. ISBN 9780789021595.
- Powell, Martin (1999). New Labour, New Welfare State?: The "Third Way" in British Social Policy. The Policy Press. ISBN 9781861341518.
- Rawnsley, Andrew. The End of the Party: The Rise and Fall of New Labour (Penguin, 2010).
- Powell, Martin (2002). Evaluating New Labour's Welfare Reforms. The Policy Press. ISBN 9781861343352.
- Rubinstein, David (2006). The Labour Party and British Society: 1880–2005. Sussex Academic Press. ISBN 9781845190569.
- Seldon, Anthony (2007). Blair's Britain, 1997–2007. Cambridge University Press. ISBN 9780521882934.

- Tunney, Sean (2007). Labour and The Press: From New Left to New Labour. Sussex Academic Press. ISBN 9781845191382.
- Squires, Peter (2008). Asbo Nation: The Criminalisation of Nuisance. The Policy Press. ISBN 9781847420275.

- Vincent, Andrew (2009). Modern Political Ideologies. John Wiley & Sons. ISBN 9781405154956.